# Thibaut de Reimpré
 (mai 2021).
Si vous disposez d'ouvrages ou d'articles de référence ou si vous connaissez des sites web de qualité traitant du thème abordé ici, merci de compléter l'article en donnant les références utiles à sa vérifiabilité et en les liant à la section « Notes et références ».
Thibaut de Reimpré, né le 31 mai 1949 à Paris et mort le 7 février 2023 au Mans, est un peintre français contemporain.
Il vivait et travaillait régulièrement à Paris ou dans la Sarthe.

## Biographie
Thibaut de Reimpré suit la formation des Beaux-Arts de Paris, en particulier dans l'atelier Yankel de 1968 à 1971.
Il travaille principalement à la peinture acrylique (bien qu'il ait également utilisé l'encre de Chine), dans un style abstrait.
Thibaut de Reimpré appartient à la deuxième génération de l'école française de peinture abstraite après la Seconde Guerre mondiale. Son travail s'inscrit plus précisément dans le mouvement de l'abstraction lyrique, dans lequel figurent des artistes comme Michelle Desterac, François-Charles Bazelaire ou Pierre Célice.
Son œuvre est exposée régulièrement, aussi bien dans des lieux publics que dans des galeries, lors de trois ou quatre expositions personnelles par an, tant en France qu'à l'étranger, dans des expositions collectives ainsi que lors de foires internationales (plus de 165 depuis 1970).
Citation
Didier Decoin décrit l'œuvre de Thibaut de Reimpré comme suit :

« Le monde charnel de Reimpré, c'est-à-dire son monde social, amical, amoureux, est fait de tendresse, de prévenance, d'égards, de distinction, d'enchantements : en voilà un, se dit-on, qui doit aimer les érables en automne, les mixed borders acidulés du printemps, la danse veloutée des chamois et les arpèges si joliment sarcastiques de Satie.
Tandis que son monde pictural est un tel séisme, une peinture roulant un tel fracas de laves, de brasiers telluriques, de fusions stellaires, d'humus amazoniens, de concrétions pompéiennes, qu'on se demande si Thibaut de Reimpré ne serait pas l'otage de forces incontrôlables.
Non pas du tout : il est le maître de ces forces — leur berger et leur sourcier. »